# Dachslöcher Buck
Der Dachslöcher Buck ist ein vom Regierungspräsidium Freiburg am 4. September 1985 durch Verordnung ausgewiesenes Naturschutzgebiet auf dem Gebiet der Gemeinde Vogtsburg im Kaiserstuhl im Landkreis Breisgau-Hochschwarzwald.

## Lage
Der Büchsenberg liegt im Kaiserstuhl nördlich des Vogtsburger Ortsteils Schelingen an einem Ausläufer des Bisamberges zwischen Schwalbental und Unterem Barzental.

## Schutzzweck
Wesentlicher Schutzzweck ist laut Schutzgebietsverordnung „die Erhaltung der geschützten Teile des Dachslöcher Buck als Lebensraum einer für den Kaiserstuhl typischen Flora und Fauna mit zum Teil vom Aussterben bedrohten Tier- und Pflanzenarten [sowie als] Gebiet von hervorragender Bedeutung für die Wissenschaft.“

## Landschaftscharakter
Es handelt sich um einen überwiegend süd- bis südwestexponierten Hang mit einem Mosaik aus Eichen-Buchenwald, Sukzessionsgehölzen und offenen Trockenbiotopkomplexen mit Trocken- und Kalkmagerrasen und offenen Lösswänden. Das Gebiet beherbergt eine submediterran getönte Flora und Fauna.

## Zusammenhängende Schutzgebiete
Das Naturschutzgebiet grenzt im Westen, Norden und Osten unmittelbar an das Naturschutzgebiet Schelinger Weide-Barzental. Es ist Bestandteil des FFH-Gebiet Kaiserstuhl und des gleichnamigen Vogelschutzgebiets.